# Alma Cigana
Alma Cigana é uma telenovela brasileira exibida na TV Tupi de 2 de março a 8 de maio de 1964, escrita por Ivani Ribeiro a partir de um original de Manuel Muñoz Rico, com direção de Geraldo Vietri. Foi a primeira telenovela gravada em video-tape, e a primeira diária da TV Tupi. Foi um grande sucesso e não teve qualquer problema com a censura ou com a igreja, apesar do tema.
Foi a estreia da atriz Ana Rosa e primeiro papel de Amilton Fernandes como galã. Ela viria a interpretar novamente os mesmos papéis, alguns anos depois, no remake intitulado A Selvagem e ele se tornou um dos grandes galã das telenovelas, ao interpretar o Albertinho Limonta em O Direito de Nascer.

## Produção
Com a chegada do equipamento de videotape ao Brasil ocorreu uma revolução na produção de programas na televisão do país. A TV Excelsior lançou em julho de 1963 a primeira telenovela diária da televisão brasileira, 2-5499 Ocupado. Até aquele momento, as telenovelas eram exibidas de duas a três vezes por semana por conta do seu alto custo e complexidade de produção para a pequena infraestrutura das emissoras nacionais. Enquanto a Excelsior se arriscava, na Tupi o setor de dramaturgia não acreditava na telenovela diária.
| “                                                          | ...Na Tupi a gente dava risada. Quem vai aguentar fazer isso todo dia? Vão se estourar logo, nós dizíamos. | ” |
| — Luiz Gallon, diretor da TV Tupi, em entrevista sem data. | |   |

No entanto o público aprovou a novidade e a Excelsior lançou mais quatro telenovelas diárias. Isso forçou a Tupi a rever sua posição contrária em relação às telenovelas diárias. Para financiar uma nova linha de telenovelas diárias, a Tupi conseguiu patrocínio da Colgate-Palmolive e adquiriu três textos do autor argentino Manuel Muñoz Rico: Alma Cigana, A Gata e Se o Mar Contasse. A produção dessas telenovelas foi entregue para o diretor Geraldo Vietri.
Entre as gravações de Alma Cigana, o ator Amilton Fernandes sofreu um acidente automobilístico. Internado, levou doze pontos na cabeça e saiu enfaixado do hospital. Para justificar a presença do personagem de Fernandes enfaixado na telenovela, o diretor Vietri escreveu uma cena contendo um acidente com o personagem.
A cena final da novela foi o encontro entre as personagens Estela e Esmeralda, vividas pela atriz Ana Rosa. Sem muitos recursos e efeitos, os produtores da Tupi não acreditavam na realização dessa cena. O diretor Vietri, no entanto, a realizou em duas horas e conseguiu encenar o efeito esperado.

## Trama
Durante o dia ela é a Irmã Estela, uma freira convicta, mas à noite vira a cigana Esmeralda e aparece dançando em um acampamento. O capitão Fernando está entre as duas personagens tentando desvendar o mistério. Gêmeas, sósias ou uma mulher com dupla personalidade ? No final, descobre-se que eram gêmeas, que foram separadas na infância.

## Elenco
- Ana Rosa como  Estela/Esmeralda
- Amilton Fernandes como capitão Fernando
- Marisa Sanches como Carlota
- Elísio de Albuquerque como dom Rafael
- Rolando Boldrin como Afonso
- Marcos Plonka como doutor Vilares
- Maria Célia Camargo como madre Angélica
- Rildo Gonçalves como Diego
- Néa Simões como irmã Tereza
- Gilberto Martinho como Barrabás
- Clenira Michel como Nira
- Percy Aires como Cândido
- Aída Mar como madre Sora
- Luiz Orioni como Atael
- David José como Mike